# Shmuel Gonen
Shmuel Gonen, in ebraico גורודישי, noto anche con il soprannome di Gorodish (Vilnius, 14 dicembre 1930 – Milano, 30 settembre 1991), è stato un generale israeliano.
Distintosi alla testa di unità corazzate soprattutto nella guerra dei sei giorni, era considerato uno degli ufficiali più preparati e aggressivi delle forze di difesa israeliane. Tenne il comando del fronte meridionale nella penisola del Sinai durante la guerra del Kippur, ma venne considerato responsabile della sorpresa e delle sconfitte iniziali israeliane e dopo la fine del conflitto venne destituito.

## Biografia
Originario di Vilnius, in Lituania, Shmuel Gonen emigrò in Palestina con i suoi genitori all'età di tre anni. Dopo una rigida educazione religiosa imposta dal padre, talmudista erudito e intransigente, a 16 anni decise di entrare nei reparti combattenti del Palmach e partecipò alla guerra d'indipendenza di Israele, continuando in seguito la carriera militare.

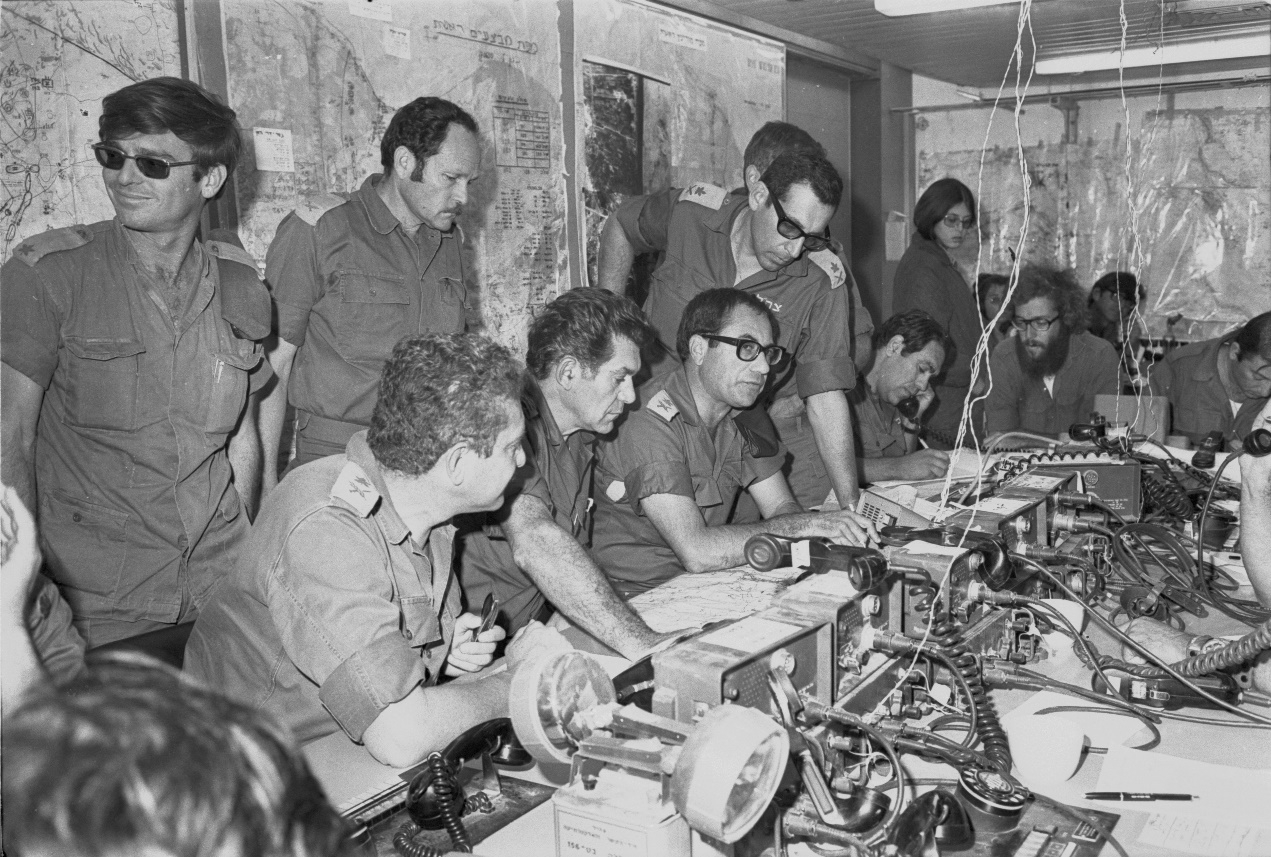
Shmuel Gonen, seduto con gli occhiali, al posto di comando del Fronte Meridionale durante la guerra del Kippur, Alla destra di Gonen, il capo di stato maggiore, generale David Elazar.

Si distinse come brillante e audace comandante di unità corazzate soprattutto nel corso della guerra dei sei giorni dove ebbe un ruolo importante nell'invasione del Sinai al comando della eccellente 7ª Brigata corazzata "Saar mi-Golan", equipaggiata con moderni carri M48 Patton e Centurion, che costituiva l'elemento di testa della divisione blindata del generale Israel Tal. In questa breve campagna, Gonen ottenne una lunga serie di vittorie e fu sempre all'avanguardia dell'avanzata israeliana. La sua brigata entrò a Rafah, conquistò dopo una violenta battaglia il passo di Jiradi, deviò verso sud per sconfiggere le riserve corazzate egiziane a Bir Lahfan, poi continuò verso il canale di Suez. Dopo aver evitato la fortificazione di Jabal Libni, Gonen aggirò una divisione egiziana a Bir Hamma, quindi avanzò su Bir Gafgafa con l'obiettivo di raggiungere il canale al ponte di Firdan. In quest'ultima fase delle operazioni i carri armati di Gonen sbaragliarono un reparto corazzato egiziano, distruggendo circa 40 mezzi nemici; il 9 giugno infine, furono raggiunte le rive del Grande Lago Amaro.
Ritenuto ufficiale esperto e capace, Gonen era rigido ed estremamente rigoroso, imponendo una ferrea disciplina; egli peraltro condivideva il servizio e le fatiche con i suoi uomini e si addestrava personalmente anche nelle mansioni esecutive con i carri armati. Gonen preferiva guidare direttamente in battaglia le unità corazzate a bordo del suo carro armato in cui faceva issare una grande bandiera nera come segno di riconoscimento. Altamente stimato dai suoi superiori e anche dal ministro della difesa Moshe Dayan, nel maggio 1972 venne promosso al grado di generale.
All'inizio della guerra del Kippur del 1973 era al comando del Fronte Meridionale che aveva la responsabilità di difendere la penisola del Sinai; Gonen aveva ricevuto il comando solo tre mesi prima e aveva trovato una situazione deplorevole di confusione e disorganizzazione lasciata dal suo predecessore generale Ariel Sharon. Colto di sorpresa dall'offensiva egiziana, non riuscì a respingere il nemico e i suoi contrattacchi iniziali non ebbero successo. Oggetto di forti critiche da parte dei generali subordinati, soprattutto Ariel Sharon e Avraham Adan, venne affiancato nel comando dal generale Haim Bar-Lev e, nonostante alcuni successi nella fase finale delle operazioni, al termine della guerra venne esonerato dal comando e sottoposto ad una inchiesta ministeriale.
Amareggiato e deluso, Gonen si ritenne un capro espiatorio dell'insuccesso della guerra del Kippur e preferì ritirarsi dall'esercito e lasciare il paese in polemica con alcuni politici e militari di Israele.